# Dansk Triatlon Forbund
Dansk Triatlon Forbund (DTriF) blev oprettet i 1984 og har i dag ca. 60 medlemsklubber. Dansk Triatlon Forbund er medlem af Danmarks Idræts-Forbund (DIF), dog ikke som et selvstændigt forbund. DTriF hører under Dansk MultiSport Forbund sammen med Dansk Moderne Femkamp Forbund.
Derudover er DTriF medlem af den Europæiske Triatlon Union (ETU) samt den Internationale Triatlon Union (ITU).

## Eksterne link
- Dansk Triatlon Forbund

| Sport | Spire Denne artikel om sport er en spire som bør udbygges. Du er velkommen til at hjælpe Wikipedia ved at udvide den. |